# NGC 6760
NGC 6760 ist die Bezeichnung eines Kugelsternhaufens im Sternbild Adler. NGC 6760 hat eine Helligkeit von 9,1 mag und eine Winkelausdehnung von 9,6 Bogenminuten. Entdeckt wurde das Objekt am 30. März 1845 von John Hind.